# 帕特丽夏·斯特雷尼乌斯
帕特丽夏·斯特雷尼乌斯（瑞典語：Patricia Strenius，1989年11月23日—），瑞典女子举重运动员，2018年欧洲举重锦标赛女子69公斤级金牌得主、2019年欧洲举重锦标赛女子76公斤级铜牌得主、2021年世界举重锦标赛女子71公斤级铜牌得主、2022年欧洲举重锦标赛女子71公斤级金牌得主。